# 兆丰洋行
兆丰洋行 是清末民初上海的一家英商贸易行，创办于1861年。

## 历史
1861年，霍格（William Hogg）与霍锦士（James Hogg，时任意大利驻沪领事）兄弟在上海创办了一家贸易行，中文名为兆丰洋行，西文则称Hogg Brothers（霍格兄弟公司）。兆丰洋行最初设于南京路，经营军火、药材等业务。此外，他们兄弟还是上海跑马会的负责人，并拥有大量地产。其中部分土地后出售给美国圣公会，用以建立圣约翰学院与圣玛利亚女中。
1891年前，霍爱德（Edward Jenner Hogg）接办了兆丰洋行，洋行西文名便改称Hogg, E. Jenner，曾在北京路与仁记路营业。1914年，上海公共租界工部局从兆丰洋行处购得了上海西郊的一块土地，并建立了公共花园，名为Jessfield Park（极司菲尔花园，今名中山公园）。由于此处原为兆丰洋行地产，亦被称为“兆丰花园”。此外，今虹口区的高阳路原名兆丰路，亦是源于兆丰洋行原先在此的产业。